# Cycnidolon
Cycnidolon is een kevergeslacht uit de familie van de boktorren (Cerambycidae). De wetenschappelijke naam van het geslacht werd voor het eerst geldig gepubliceerd in 1864 door Thomson.

## Soorten
Cycnidolon omvat de volgende soorten:
- Cycnidolon apicale Martins & Galileo, 2007
- Cycnidolon approximatum (White, 1855)
- Cycnidolon batesianum (White, 1855)
- Cycnidolon bimaculatum Martins, 1960
- Cycnidolon binodosum Bates, 1870
- Cycnidolon bruchi Napp & Martins, 1985
- Cycnidolon caracense Martins, 1964
- Cycnidolon clarkei Martins & Galileo, 2007
- Cycnidolon eques Thomson, 1864
- Cycnidolon gounellei Bruch, 1908
- Cycnidolon immaculatum Galileo & Martins, 2004
- Cycnidolon minutum Martins, 1960
- Cycnidolon obliquum Martins, 1969
- Cycnidolon phormesioides Martins, 1960
- Cycnidolon podicale (Thomson, 1867)
- Cycnidolon praecipuum Martins & Galileo, 2013
- Cycnidolon pulchellum (Lameere, 1893)
- Cycnidolon pumillum Napp & Martins, 1985
- Cycnidolon rufescens Martins & Galileo, 2012
- Cycnidolon sericeum Martins, 1960
- Cycnidolon spinosum Napp & Martins, 1985
- Cycnidolon trituberculatum Martins, 1969